# Estadio Juan Francisco Barraza
Het Estadio Juan Francisco Barraza is een multifunctioneel stadion in San Miguel, een stad in El Salvador. 
Het stadion werd geopend in 1959. Het stadion heette tussen 1959 en 1982 Estadio Municipal en heeft als bijnaam 'El Estadio Barraza'. Het stadion wordt vooral gebruikt voor voetbalwedstrijden, de voetbalclubs CD Águila en CD Dragón maken gebruik van dit stadion. In het stadion is plaats voor 10.000 toeschouwers. Het ontwerp is van architect Paredes Lemus.